# Alafia nigrescens
Alafia nigrescens är en oleanderväxtart som beskrevs av Marcel Pichon. Alafia nigrescens ingår i släktet Alafia och familjen oleanderväxter. Inga underarter finns listade i Catalogue of Life.